# Magneetzweeftrein
De magneetzweeftrein is een voertuig dat 10 tot 20 millimeter boven een baan zweeft door middel van een magneetveld. Deze techniek wordt Magnetic Levitation, kortweg Maglev, genoemd. Hoewel er sinds de jaren zestig en zeventig veel experimenten werden uitgevoerd door Duitsland en Japan, zijn er slechts vijf commerciële lijnen in gebruik (waarvan slechts één hogesnelheidslijn).
- In 2004 werd de Shanghai Transrapid geopend, een magneetzweeftrein naar het Duitse Transrapidconcept (29,9 km, topsnelheid 430 km/u).
- In 2005 volgde de Japanse Linimo (100 km/u).
- In februari 2016 ging de Incheon Airport Maglev[1] (110 km/u) in dienst in Zuid-Korea.
- In 2016 volgde een lijn in Changsha.
- In 2017 werd een lijn (de S1) in Peking geopend (100 km/u).

De tweede commerciële hogesnelheidsmaglevlijn wordt aangelegd in Japan (286 km, 505 km/u) en zou omstreeks 2027 in gebruik genomen moeten worden.

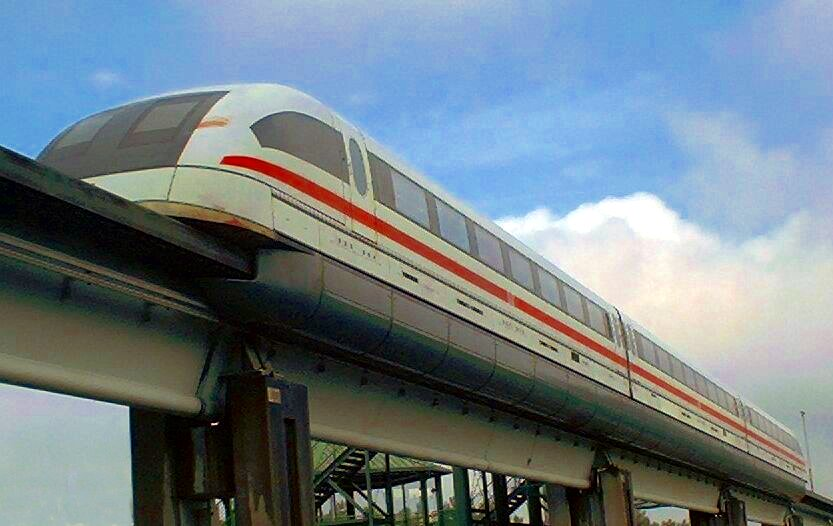
Transrapid op het testtraject bij Lathen (Duitsland)

SCMaglev testtraject in Yamanashi (Japan)

## Techniek

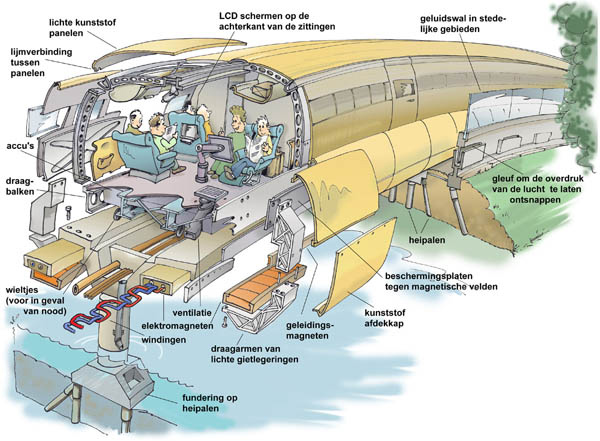
Opengewerkte tekening door Peter Welleman

### Types
In principe zijn er twee mogelijkheden voor het opwekken van het benodigde magneetveld:
- de elektromagneten in het voertuig (passieve baan)
- de elektromagneten in de baan (actieve baan)

Beide methoden hebben voor- en nadelen. Bij een actieve baan is het voertuig lichter (er zijn geen magneten en inductiemotoren in het voertuig) en hoeft er minder te worden opgetild. Er is ook geen voorziening voor stroomafname nodig. Een passieve baan is goedkoper in aanleg en met de komst van lichte magneten en inductiemotoren kost het opheffen van magneettreinen niet veel stroom meer.
Een ander kenmerkend verschil is een afstotend of aantrekkend magneetveld. De meeste moderne systemen hebben een aantrekkend magneetveld, de magneten trekken daarbij de trein tegen de zwaartekracht in omhoog. Regelelektronica bewaakt de luchtspleet tussen rail(s) en magneten.
Het zweven door afstoting kan ook plaatsvinden door inductie. Magneten in de rail(s) en de trein induceren vanwege de Wet van Lenz kringstromen in de trein respectievelijk rail. Deze stromen veroorzaken een tegengesteld magneetveld. Door de afstoting van de magneetvelden zweeft de trein.
Het gangbaarst is om de baan op kolommen door het landschap aan te leggen. Dit houdt de ondergrond vrij, waardoor een magneetzweefbaan weinig landoppervlak vereist en geen barrière vormt op de begane grond. Landbouw bijvoorbeeld blijft mogelijk. Een magneetbaan kan echter net zo goed op de begane grond of door tunnels worden aangelegd. Er bestaan ook plannen voor een magneetzweeftrein in een vacuümtunnel, waarbij dus ook de luchtweerstand zou wegvallen en zeer hoge snelheden mogelijk worden.

### Voordelen

Werking van de magnetische aandrijving

Een voordeel is de afwezige rolweerstand: doordat er geen wielen meer zijn die voor wrijving zorgen, valt het remmende effect van wielen weg. De zweeftrein zou met 550 km/u kunnen voortbewegen in de commerciële exploitatie (op de lijn bij Shanghai wordt met een maximumsnelheid van 430 km/u gereden). Conventionele hogesnelheidstreinen rijden nergens sneller dan 320 km/u in de reguliere dienst.
De voertuigen kunnen lichter worden uitgevoerd doordat ze over de hele oppervlakte van de onderkant worden ondersteund (lijnvormige in plaats van puntvormige belasting). Bij conventionele treinen moet het rijtuig worden ondersteund met een zware constructie, vanwege de grote overspanning tussen de draaistellen, en is er een zwaar veermechanisme nodig om trillingen op te vangen.
De magneetzweeftrein veroorzaakt geen fijnstof door slijtage aan remvoeringen, de stroomafnemer of de stroomgeleider.
Magneetzweeftreinen kunnen aanmerkelijk sneller optrekken en afremmen dan andere treinen. Daardoor kunnen meer tussenstations worden aangedaan hetgeen grote exploitatievoordelen heeft.
Er zijn bredere voertuigen mogelijk, wat meer mensen een zitplaats biedt bij een beperkte stationslengte in de steden.
Het snelheidsbereik is groter. Daardoor kunnen lichte maglevs op korte afstanden als een metro functioneren en op langere als een sneldienst.
Een magneetzweeftrein van 200 ton trekt in 182 seconden op van 0 naar 365 km/u. Op 17 november 2003 haalde een Japanse zweeftrein tijdens een onbemande testrit een recordsnelheid van 560 km/u. Op 2 december van dat jaar werd het record verbeterd tot 581 km/u. In april 2015 heeft de Japanse magneetzweeftrein opnieuw het eigen record twee maal verbroken. Eerst werd een record van 590 km/u bereikt waarna enkele dagen later een snelheid van 603 km/u werd gevestigd. Ter vergelijking, de hogesnelheidstrein TGV vestigde in 2007 een snelheidsrecord van 574,8 km/u.

### Nadelen bij hoge snelheid
Een zweeftrein produceert pas duidelijk waarneembaar geluid boven 300 km/u. Het rolgeluid, veroorzaakt door het contact tussen het wiel en de rails, zoals dat bij conventionele treinen optreedt, ontbreekt. Een probleem is echter het fluiten, dat ontstaat door de smalle spleet tussen baan en voertuig.
Bij lagere snelheden, beneden 250 km/u, zijn de stroomkosten beduidend lager dan van een gewone trein. Van 250 tot 350 km/u is het energieverbruik van de maglev gunstiger, maar bij snelheden vanaf 550 km/u neemt het stroomverbruik aanzienlijk toe door de toenemende luchtweerstand. Hoewel vliegtuigen sneller bewegen, doen ze dit op grote hoogte waar de luchtdichtheid lager is. Hierdoor verbruiken ze uiteindelijk minder energie dan zweeftreinen.

## Toepassing

### Onderzoek
Het idee van de magneetzweeftrein is van de Duitse ingenieur H. Kemper die al in 1935 octrooi verkreeg. In de jaren zestig en zeventig werden zowel in Duitsland als Japan experimenten uitgevoerd met magneettreinen. In Duitsland werden in de jaren zeventig proeven verricht met beide baanconcepten (actief en passief), gesteund door de Duitse overheid (Ministerium für Forschung und Technologie). Het passievebaanconcept werd door de firma Krauss-Maffei in samenwerking met MBB (Messerschmitt-Bölkow-Blohm) onderzocht en het actievebaanconcept door een consortium met AEG, Siemens en BBC. Krauss-Maffei bouwde een proefbaan in Beieren voor hun Transrapid TR01. Ook in Emsland werd er een testbaan gebouwd. Ook werd er een poging gedaan om dezelfde techniek te gebruiken voor een kleiner voertuig voor openbaar vervoer in de steden (Transurban). De Duitse overheid heeft de beide concepten eind jaren zeventig geïntegreerd in de Arbeitsgemeinschaft Transrapid. De huidige Transrapid is een zweeftrein met een actieve baan. In 1991 werd verklaard dat de technologie technisch gezien klaar was voor implementatie.
Japan heeft met de SCMaglev in de prefectuur Yamanashi eveneens een testbaan.

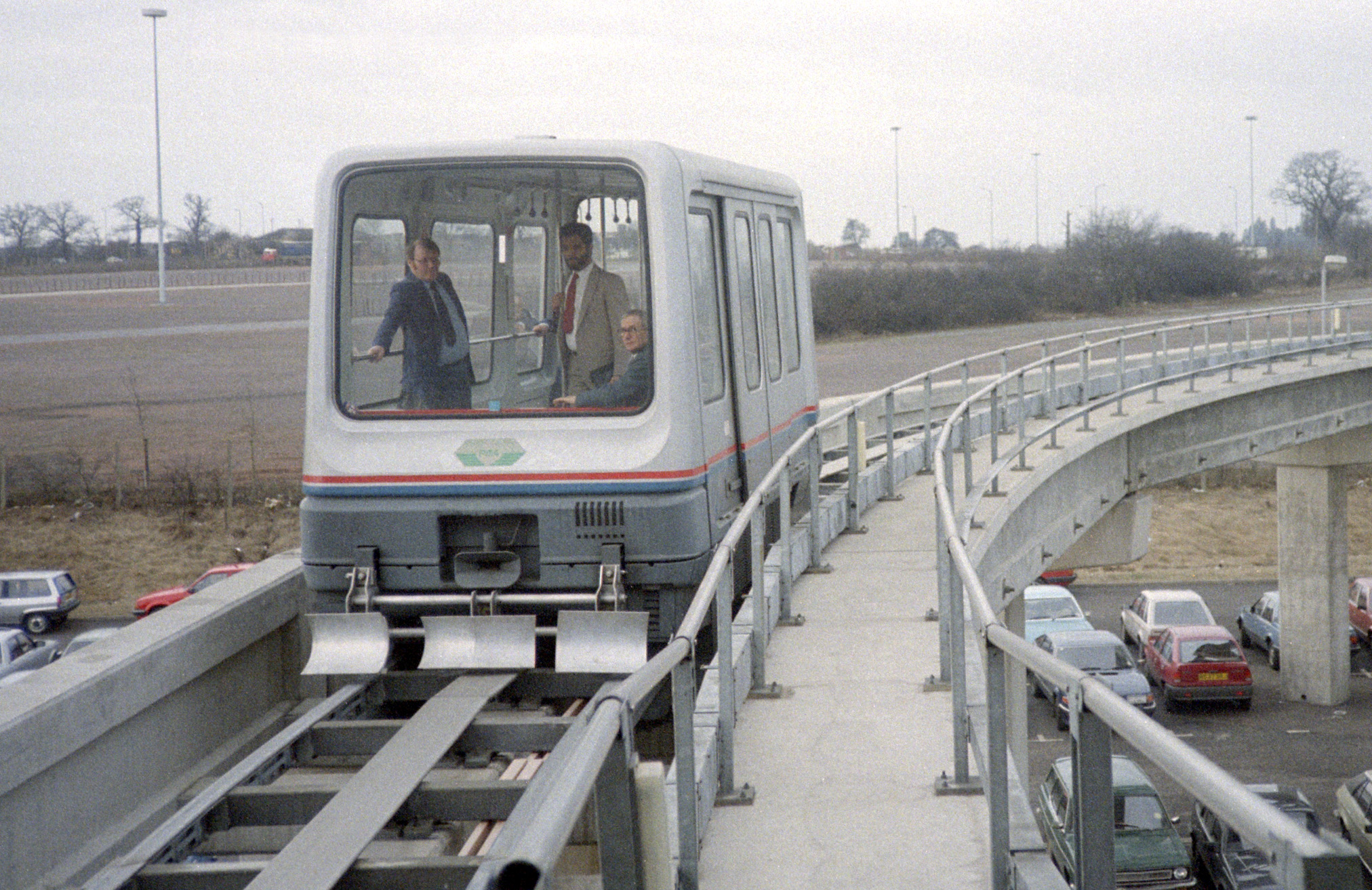
De Birmingham International Maglev shuttle

### Commerciële uitbating
In de jaren tachtig werd Maglev voor de eerste twee maal commercieel ingezet op relatief korte trajecten en aan lage snelheden: Birmingham Maglev (1984-1995) in het Verenigd Koninkrijk en de M-Bahn/Magnetbahn (1989-1991) in Berlijn, Duitsland. Deze laatste lijn verdween vanwege de gewijzigde politieke situatie in Duitsland.

#### China

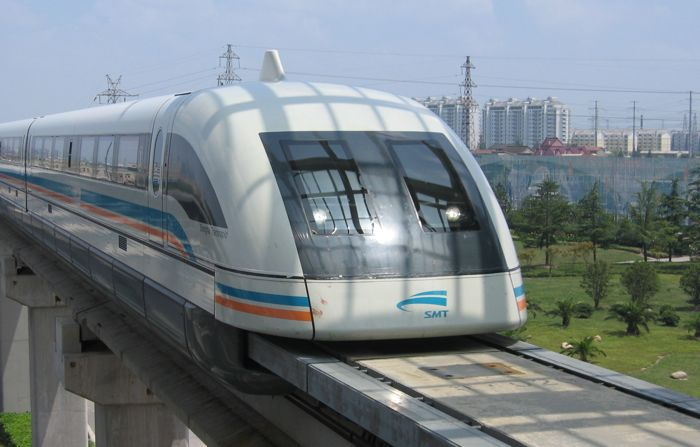
Maglev-trein van de Transrapid van Sjanghai

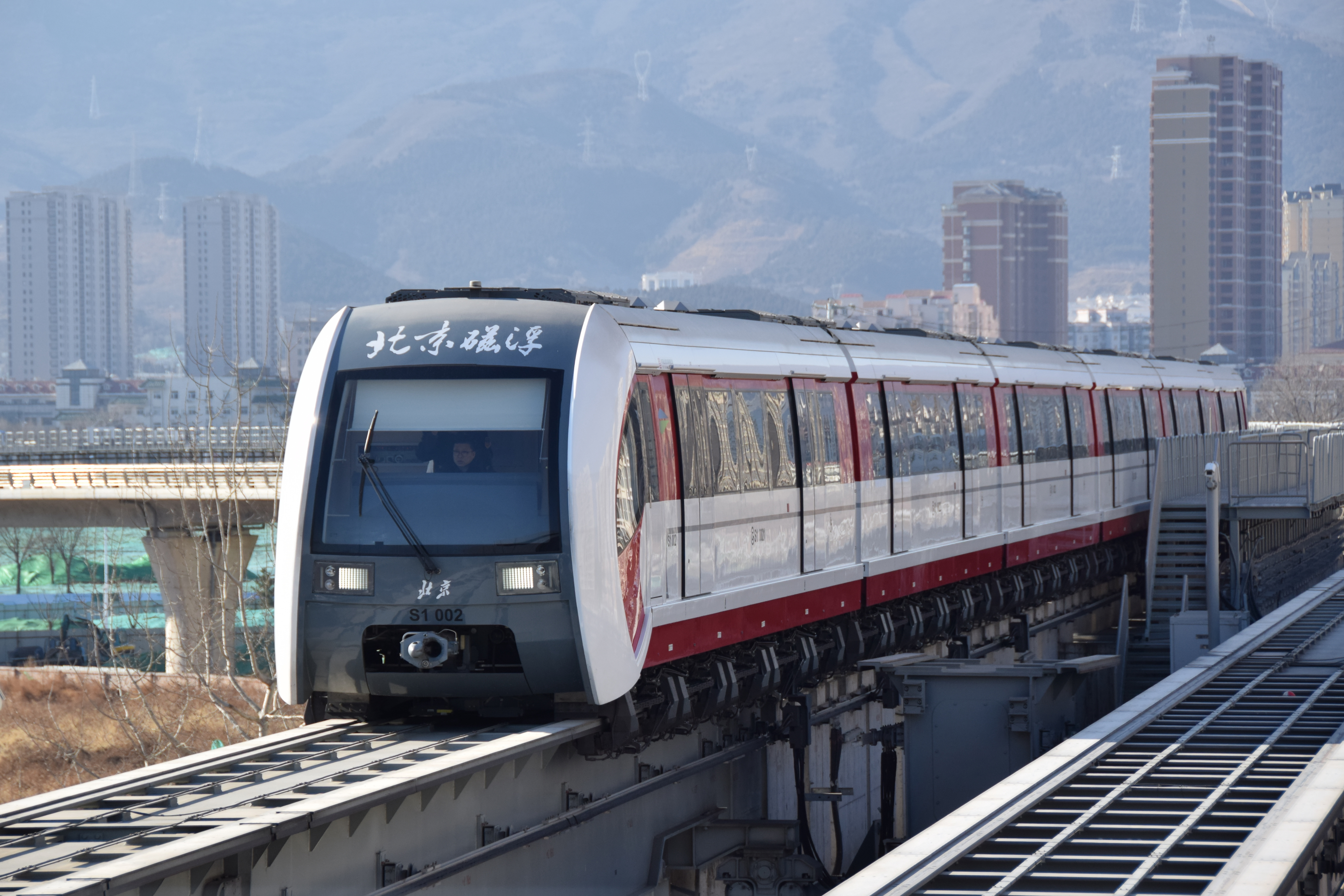
Maglev-trein van de Metro van Peking

In China werd in 2004 de eerste commerciële magneetzweeftrein (met hoge snelheid) in gebruik genomen: op een lijn in Shanghai, tussen het centrum van het stadsdeel Pudong en de luchthaven Shanghai Pudong. De lijn is gebouwd door het Transrapidconsortium en werd in gebruik genomen op 31 december 2002. De lengte van het traject is 29,86 km en de rit duurt 7,5 minuten. De maximale snelheid van de trein ligt op ongeveer 430 km/u, hetgeen na 3 minuten versnelling wordt bereikt. De laatste 3 minuten worden gebruikt voor het remmen.
Er werd onderzocht of deze lijn kon worden doorgetrokken van Shanghai naar de 200 kilometer verder gelegen stad Hangzhou, eventueel via de luchthaven Hong Qiao. De Chinese regering keurde initieel in februari 2006 de plannen goed, maar door bezwaren op het gebied van geluidsoverlast en gezondheidsrisico's was de aanleg van de lijn nog niet begonnen. Intussen is het project voor onbepaalde tijd uitgesteld doordat de vraag weggevallen is na de ingebruikneming op 26 oktober 2010 van de conventionele hogesnelheidslijn Shanghai-Hangzhou.
In mei 2016 werd een tweede magneetzweeftreinverbinding in gebruik genomen die de Internationale luchthaven Changsha Huanghua verbindt met de stad Changsha en meer specifiek het spoorwegstation waar de hogesnelheidslijnen de stad aandoen. Het traject is 18,5 km lang en de trein, ontwikkeld in China zelf, rijdt met een lagere topsnelheid van circa 100 km/u.
In Peking werd op 30 december 2017 een derde lijn geopend, met techniek ontwikkeld door een dochterbedrijf van CRRC Corporation. De S1 genoemde lijn had toen een lengte van 8 km en werd in 2021 verlengd tot 10,2 km. Op deze lijn kunnen snelheden tot 105 km/u worden behaald.
Op 20 juli 2021 rijdt de eerste High-Speed Maglev trein van de productielijn. De trein behaalt snelheden tot 600 kilometer per uur en maakt geen geluid, door het gebrek aan wrijving met het spoor. China heeft nog geen trajecten die snelheden van 600 kilometer aankunnen. Wel zijn er plannen voor trajecten tussen Shanghai - Hangzhou en Chengdu - Chongqing.

#### Japan
In 2005 werd in Japan de Linimo geopend, een magneetzweeftrein op een negen kilometer lange baan. Deze haalt slechts 100 km/u. Een hogesnelheidsmagneetzweeftrein is in aanbouw: de Chūō Shinkansen moet tegen 2027 Tokyo met Nagoya verbinden met een topsnelheid van 505 km/u. Op 21 april 2015 werd bij tests het wereldsnelheidrecord bereikt van 603 km/u.

#### Zuid-Korea

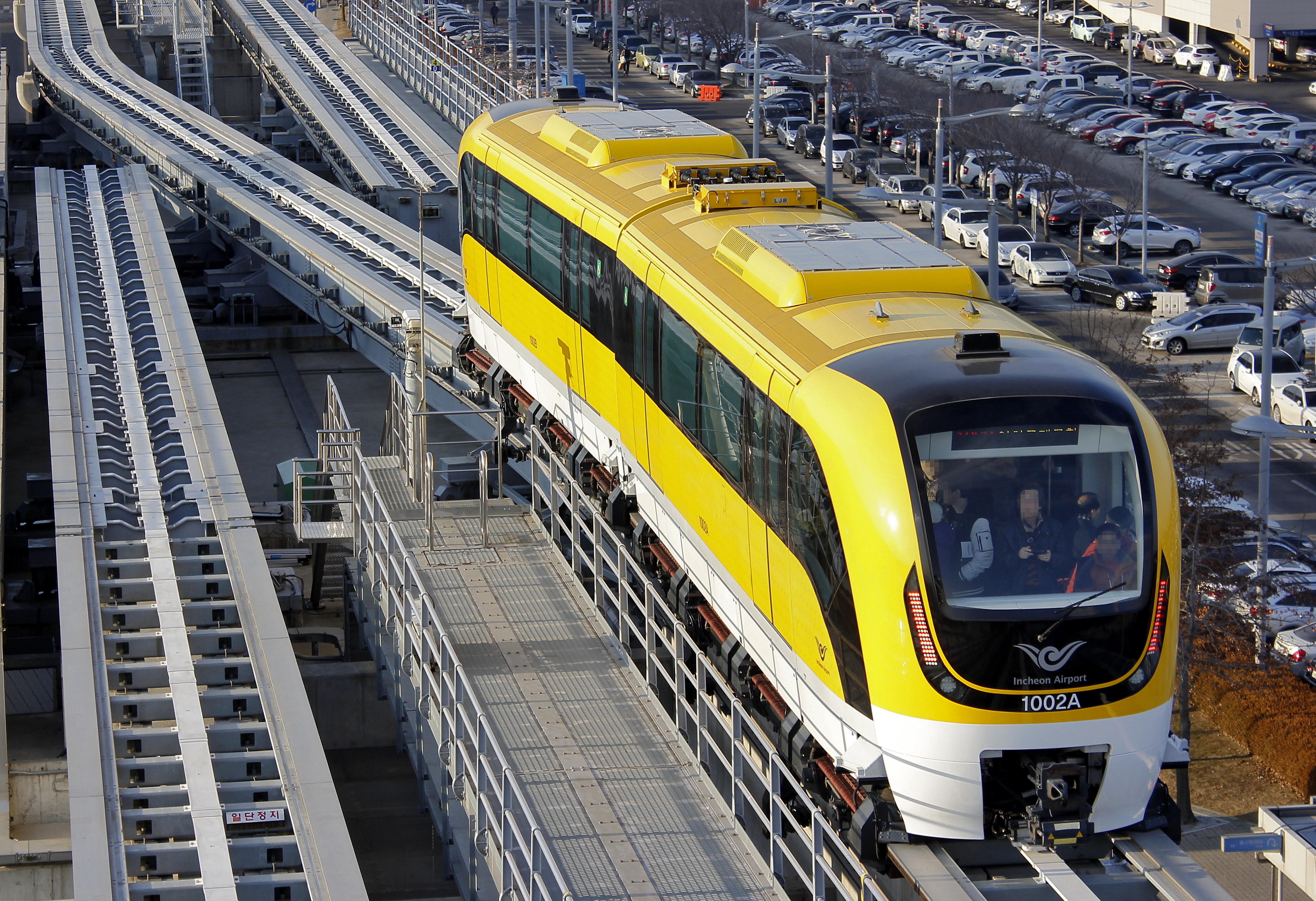
De Incheon Airport Maglev

In Zuid-Korea ging in februari 2016 de Incheon Airport Maglev (ontwikkeld in Zuid-Korea) in commerciële dienst als metroliner met een topsnelheid van slechts 110 km/u.

### Voorgestelde toepassingen

#### Nederland
In Nederland werd in 1973 een project gestart om het Duitse concept (van Krauss Maffei, zie boven) ook in Nederland in te voeren. De deelnemers in dat project waren DAF Trucks (penvoerder) uit Eindhoven (voertuigen), bouwbedrijf OGEM (de baan) en Philips (elektronica). Het samenwerkingsverband heeft in 1974 een Toepassingsstudie voor Eindhoven uitgevoerd voor een systeem van openbaar vervoer op basis van de bestuurderloze (computergestuurde) Transurban. Toen was echter al snel duidelijk dat de oliecrisis van 1973 dit concept, met zijn toenmalige hogere energieverbruik en zijn betonnen baan, (nog) niet toepasbaar maakte voor openbaar vervoer. Het langeafstandconcept Transrapid werd echter in Duitsland wel verder ontwikkeld.
Voor de magneetzweeftrein voor personenvervoer wordt in Nederland aan drie mogelijke toepassingen gedacht:
- Een rondje Randstad, een snelle verbinding tussen de grote steden in de Randstad
- Het SAAL-traject, een snelle verbinding Schiphol – Amsterdam – Almere – Lelystad
- De Zuiderzeelijn, een verbinding van Amsterdam via de Flevopolder en de Noordoostpolder naar Friesland en Groningen, die zou worden doorgetrokken naar Hamburg, en daar zou aansluiten op de Duitse lijn naar Berlijn. De Zuiderzeelijn was een idee van Hans Haerkens, van de werkgeversorganisatie VNO-NCW Noord.

Vooral de Zuiderzeelijn was onderwerp van discussie. Sommigen in het noorden van het land dachten dat deze verbinding het gebied een economische impuls zou geven door de snelle en effectieve verbinding met het westen van het land. Anderen dachten dat er juist werkgelegenheid weg zou lekken uit Groningen, omdat het eenvoudiger zou zijn in de Randstad te werken terwijl men in Groningen bleef wonen.
Toen in Duitsland de magneettrein tussen Hamburg en Berlijn werd afgeblazen, gingen ook in Nederland de plannen in de ijskast. Het kabinet-Balkenende II startte de besluitvormingsprocedure voor aanleg van de Zuiderzeelijn, waarin ook een magneetzweefbaan als optie werd meegenomen, maar dit gehele project is geannuleerd. Er wordt alleen nog ruimte vrijgehouden voor een eventueel later aan te leggen snelle verbinding.
In april 2006 heeft Transrapid Nederland nog een voorstel gedaan voor een grotendeels particulier gefinancierde verbinding tussen Leiden, Schiphol, Amsterdam en Almere. Met een overheidsbijdrage van maximaal 2 miljard euro zou dit in 2012 zijn te realiseren. In november 2007 heeft het RandstadRapidconsortium een voorstel ingediend voor een deel van het SAAL-traject, met als achterliggende motivering vervolgens het Rondje Randstad te kunnen realiseren.
In december 2007 meldde zich een tweede initiatiefnemer voor het gehele SAAL-traject. Het ging om de nieuwste Amerikaanse maglev die beschikbaar is gekomen. Het ging om een magneetzweeftrein die goedkoper in aanleg zou zijn dan elke andere optie, ook de trein. Topsnelheid daarvan zou 250 km/u bedragen.

#### Duitsland
In het Duitse Lathen, nabij Emmen, werd in 1987 een testbaan aangelegd voor de door Thyssen ontwikkelde Transrapid.
Op 22 september 2006 verongelukte een trein tijdens een testrit op de baan in Lathen. Van de 23 doden en een tiental gewonden was het merendeel personeel van Transrapid International, het bedrijf dat de zweeftrein en de 32 kilometer lange proefbaan in Lathen exploiteerde. Twee mannen op het werkvoertuig raakten lichtgewond. Landrat Hermann Bröring van de Landkreis Emsland zei gelukkig te zijn dat maar 29 mensen in de trein zaten, want er was plaats voor 90 passagiers. Het ongeluk werd waarschijnlijk veroorzaakt door een menselijke fout: een onderhoudsvoertuig, dat dagelijks het tracé schoonhoudt, stond (nog) op het traject.
Het testen is na het ongeval stilgelegd.
Voor een eerste commerciële toepassing werd de aanleg van een 38 kilometer lange magneetzweefbaan tussen München Hauptbahnhof en de Flughafen München Franz Josef Strauß onderzocht. De reistijd kon daarmee verkort worden van 45 minuten met de huidige S-Bahn tot 10 minuten met een magneetzweefbaan. Aanvankelijk werd het benodigde bedrag geschat op 2 miljard euro, wat deels beschikbaar werd gesteld door bijdragen van de nationale en deelstaatregering en Deutsche Bahn. De bijdrage van München zou relatief bescheiden zijn. Nadat de kosten opgelopen waren tot 3,4 miljard euro, is op 27 maart 2008 besloten dat de zweeftreinlijn in München niet doorgaat.

#### Andere landen
De Arabische oliestaatjes Qatar en Bahrein hebben belangstelling voor een verbinding tussen beide buurlanden. Japan heeft aangekondigd een maglev te introduceren die standaard 550 km/u gaat rijden, ter vervanging van de huidige hogesnelheidstreinen. Een eerste lijn wordt voorzien tegen 2027. De Verenigde Staten onderzoeken de toepassing van de magneettrein voor personen- en containervervoer op diverse trajecten. Opvallend is daarbij dat vorderingen worden geboekt door ontwikkelaars van techniek met permanente magneten. Hiervoor worden zeldzame aardmetalen gebruikt, die, in tegenstelling tot wat de naam doet vermoeden, in China relatief veel voorkomen.